# Ocotea rivularis
Ocotea rivularis är en lagerväxtart som beskrevs av Standley & L. O. Williams. Ocotea rivularis ingår i släktet Ocotea och familjen lagerväxter. Inga underarter finns listade i Catalogue of Life.